# Głupi chłopak
Głupi chłopak (fr. Garçon stupide) – szwajcarsko-francuski dramat filmowy z 2004 roku w reżyserii Lionela Baiera. Bohaterem jest zagubiony, trochę mało rozgarnięty chłopak, który nie umie sobie poradzić ze swoim homoseksualizmem, poszukujący własnej tożsamości. Zdjęcia kręcono w Lozannie.

## Fabuła
Film jest historią chłopaka, Loïca, który jest gejem, ale mimo to żyje z kobietą. Anonimowy, szybki seks z mężczyznami traktuje jako odskocznię. Swoją kobietę traktuje prawie jak mebel, jednak kiedy koło niej pojawia się inny mężczyzna staje się o nią zazdrosny. Sam, tak naprawdę kocha jednak tylko swojego nieosiągalnego idola – znanego piłkarza, któremu robi zdjęcia swoim telefonem komórkowym.
Przez większą część filmu bohater poszukuje czegoś w swoim życiu i jednocześnie cały czas rozmawia ze swoim obserwatorem – powiernikiem, człowiekiem z kamerą, którego przez cały film nie widzimy, ale przez obiektyw jego kamery uczestniczymy w jego rozmowach z głównym bohaterem. Dyskutuje z nim o swoim życiu, o swoich postawach życiowych, wciągając tym samym widzów w rozstrzyganie dylematów związanych z tożsamością.

## Obsada
- Pierre Chatagny jako Loïc
- Natacha Koutchoumov jako Marie
- Rui Pedro Alves jako on sam
- Lionel Baier jako Lionel
- Khaled Khouri jako Khaled Khoury
- Joëlle Rübli
- Vincent Verselle
- Laurent Guido jako facet w muzeum
- Rachel Noël
- Robin Harsch
- Marianne Bruchez
- Michel Rochat
- Marlyse Bonvin

## Nagrody
W 2005 roku film był nominowany do Szwajcarskiej Nagrody Filmowej za najlepszą rolę drugoplanową Natachy Koutchoumov.